# 南昌暴動史
《南昌暴動史》又稱《南昌暴動》，為一描繪1927年發生於中國江西南昌的南昌暴動短篇史料作品，原刊登於1933年《现代史料》第一卷（上海：海天出版社，1933年版）。該篇作者為歷史學家王唯廉。作者內文開宗明義表明書寫該暴動經歷，其用意是：「將這不爲多數人所知道而極重要的有歷史意義的事體，把它的真相寫出來，無疑是有價值的。」
該作品以同情共產黨的角度描繪1927年8月1日午前二點鍾之賀龍與葉挺於南昌主導之兵變，並以該兵變無「殺人縱火」行為為由，認為稱為暴動過於偏頗。因此，他雖沿用南昌暴動來稱呼此事件，不過亦將襲擊朱培德駐兵的該兵變視同政變。
該作品約有三千字，《現代史料》後又刊登《南昌暴動史補遺》等等後續之作。而《南昌暴動史》大綱分成
- 武漢政府的失敗
- 廬山會議是火藥線
- 巴裏會社式的革命委員會
- 新政府的組織一斑
- 軍力一斑
- 蔡廷锴中途離去
- 郭沫若後至受驚
- 馬回嶺張發奎受辱
- 賀葉事變的計劃
- 宣傳一斑